# Saxofoonconcert nr. 2 (Koppel)
Anders Koppel schreef zijn Concerto nr. 2 voor saxofoon en orkest in 2003.

## Compositie
In tegenstelling tot zijn eerste saxofoonconcert is hier sprake van een compositie op totaal klassieke basis; hier geen jazz- of rockritmes, maar puur klassieke muziek. De saxofoon wordt hier gebruikt op een wijze zoals de viool in vioolconcerten. Door de klank van de saxofoon blijft het een beetje een vreemde eend in de bijt, de saxofoon heeft de neiging scherper te klinken dan de overige blaasinstrumenten van een symfonieorkest. Dit concert is geheel lyrisch van opzet. Cadenzas zijn ook hier gedeeltelijk voorgeschreven en geïmproviseerde muziek.
Het heeft ook de klassieke indeling voor wat betreft de delen: snel → langzaam → scherzo → snel:
1. Andante moderato - Allegro;
2. Moderato - Allegro;
3. Largo;
4. Allegro assai - Allegretto scherzando;
5. Vivace.

De compositie duurt ongeveer 30 minuten.